# Geoffry Hairemans
Geoffry Hairemans (ur. 21 października 1991 w Wilrijk) – belgijski piłkarz grający na pozycji prawoskrzydłowego. Od 2019 jest zawodnikiem klubu KV Mechelen.

## Kariera klubowa
Swoją piłkarską karierę Hairemans rozpoczynał w juniorach takich klubów jak Rapid Deurne (2001-2006), Tubantia Borgerhout (2006-2007) i Royal Antwerp FC (2007-2008). 11 czerwca 2009 zadebiutował w barwach Royalu w drugiej lidze belgijskiej w zremisowanym 1:1 domowym meczu z Lierse SK. W Royalu grał do końca 2009 roku.
Na początku 2010 roku Hairemans został zawodnikiem holenderskiego drugoligowca, De Graafschap. Swój debiut w nim zaliczył 22 stycznia 2010 w wygranym 4:0 domowym meczu z Helmond Sport. W sezonie 2009/2010 awansował z De Graafschap do Eredivisie.
W styczniu 2012 Hairemans przeszedł do Lierse SK, a swój debiut w nim zanotował 14 stycznia 2012 w zwycięskim 2:1 domowym meczu z KAA Gent. W latach 2013–2014 był wypożyczony z Lierse do trzecioligowego KV Turnhout.
W sezonie 2014/2015 Hairemans był zawodnikiem drugoligowego KSK Heist, w którym zadebiutował 3 września 2014 w przegranym 0:2 domowym spotkaniu z RAEC Mons.
W 2015 roku Hairemans wrócił do Royalu Antwerp. W sezonie 2016/2017 wywalczył z Antwerp awans z drugiej do pierwszej ligi belgijskiej.
2 września 2019 Hairemans został sprzedany za 400 tysięcy euro do KV Mechelen, w którym swój debiut zaliczył 15 września 2019 w przegranym 0:3 wyjazdowym meczu z KAA Gent.
| Sezon   | Klub             | Kraj     | Rozgrywki       | Mecze | Gole |
| ------- | ---------------- | -------- | --------------- | ----- | ---- |
| 2008/09 | Royal Antwerp FC | Belgia   | Eerste klasse B | 1     | 0    |
| 2009/10 | Royal Antwerp FC | Belgia   | Eerste klasse B | 13    | 1    |
| 2009/10 | De Graafschap    | Holandia | Eerste divisie  | 4     | 1    |
| 2010/11 | De Graafschap    | Holandia | Eredivisie      | 5     | 0    |
| 2011/12 | De Graafschap    | Holandia | Eredivisie      | 2     | 0    |
| 2011/12 | Lierse SK        | Belgia   | Eerste klasse A | 5     | 0    |
| 2012/13 | Lierse SK        | Belgia   | Eerste klasse A | 10    | 0    |
| 2012/13 | KV Turnhout      | Belgia   | Nationaal 1     | 11    | 3    |
| 2013/14 | KV Turnhout      | Belgia   | Nationaal 1     | 26    | 5    |
| 2014/15 | KSK Heist        | Belgia   | Eerste klasse B | 29    | 4    |
| 2015/16 | Royal Antwerp FC | Belgia   | Eerste klasse B | 28    | 6    |
| 2016/17 | Royal Antwerp FC | Belgia   | Eerste klasse B | 23    | 2    |
| 2017/18 | Royal Antwerp FC | Belgia   | Eerste klasse A | 37    | 3    |
| 2018/19 | Royal Antwerp FC | Belgia   | Eerste klasse A | 21    | 1    |
| 2019/20 | Royal Antwerp FC | Belgia   | Eerste klasse A | 4     | 0    |
| 2019/20 | KV Mechelen      | Belgia   | Eerste klasse A | 17    | 1    |
| 2020/21 | KV Mechelen      | Belgia   | Eerste klasse A | 39    | 8    |

## Kariera reprezentacyjna
Hairemans grał w młodzieżowej reprezentacji Belgii na szczeblu U-19.